# 1908-as magyar vívóbajnokság
Az 1908-as magyar vívóbajnokság a kilencedik magyar bajnokság volt. A tőrbajnokságot április 24. és 25. között rendezték meg Budapesten, a Nemzeti Lovardában, a kardbajnokságot pedig április 24. és 26. között Budapesten, a selejtezőt a Nemzeti Lovardában, a döntőt a Vigadóban.

## Eredmények
| Versenyszám     | Arany              | Arany | Ezüst              | Ezüst | Bronz                        | Bronz |
| --------------- | ------------------ | ----- | ------------------ | ----- | ---------------------------- | ----- |
| Férfi tőrvívás  | dr. Tóth Péter MAC |       | Pajzs Pál MAC      |       | dr. Földes Dezső Fővárosi VC |       |
| Férfi kardvívás | Szántay Jenő MAC   |       | dr. Tóth Péter MAC |       | Werkner Lajos Nemzeti VC     |       |